# Étienne François Joseph Schwendt
Pour les articles homonymes, voir Schwendt (homonymie).
Étienne François Joseph Schwendt, né le 6 septembre 1748 à Strasbourg et mort le 5 juin 1820 à Saint-Maur-des-Fossés, est un homme politique et magistrat français.
Député du tiers état aux États généraux de 1789, il siège jusqu'à la fin de la session de l'Assemblée nationale constituante le 30 septembre 1791 et devient ensuite conseiller à la Cour de cassation, jusqu'à sa mort.

## Biographie

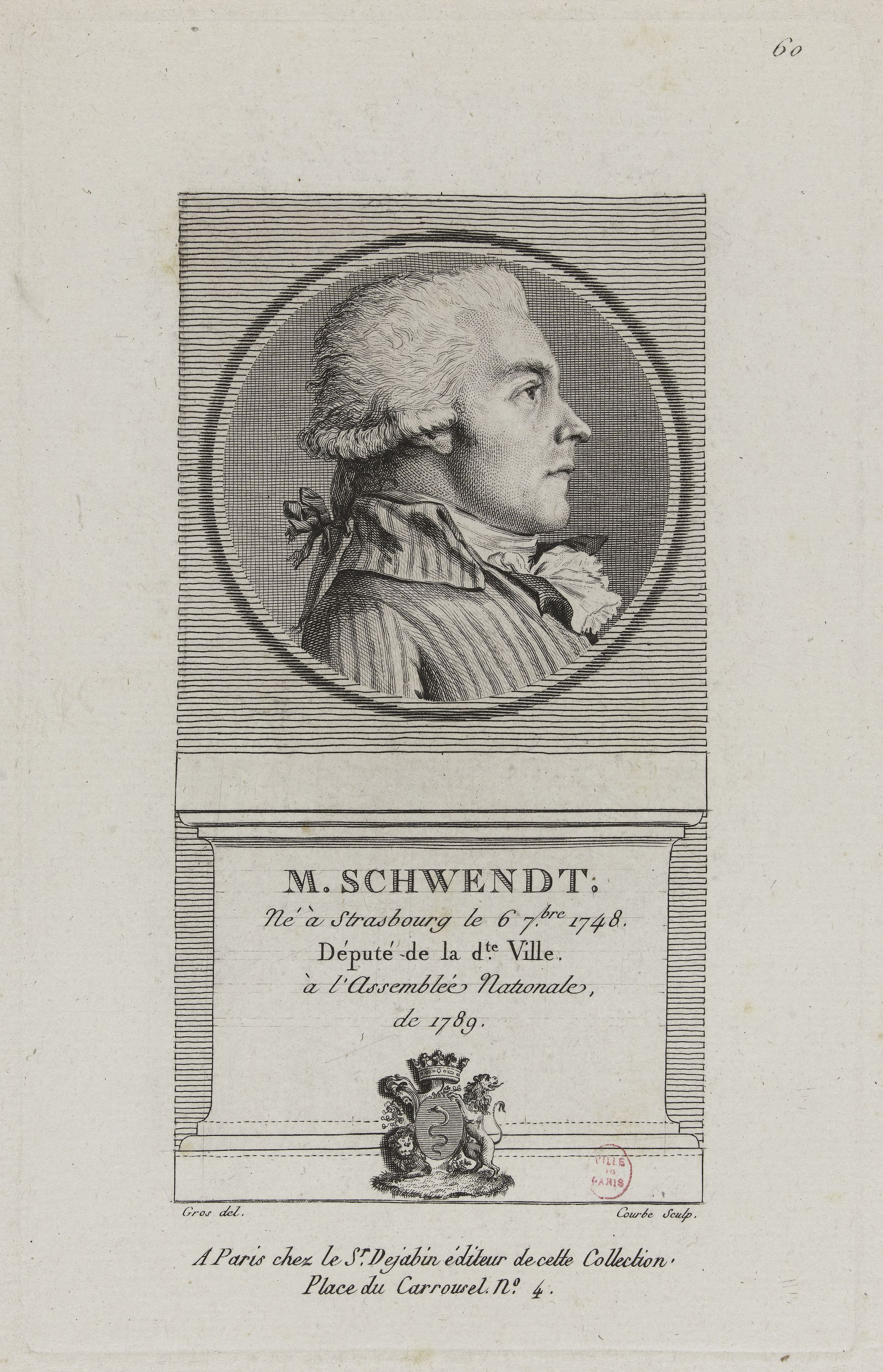
M. Schwendt. Collection des portraits des deputés a l'Assemblée nationale de 1789, Musée Carnavalet, Paris.

### Noble alsacien
Étienne François Joseph Schwendt est né le 6 septembre 1748 à Strasbourg,,. Catholique, il est le fils de Jean Nicolas Schwendt, syndic du directoire de la noblesse immédiate de Basse-Alsace et subdélégué de l'intendant d'Alsace, et de Béatrice Neuweg.
Il suit des études de droit à Strasbourg à partir de 1763. Il est syndic du directoire de la noblesse immédiate de Basse-Alsace,,,, et subdélégué de l'intendant d'Alsace. Il est membre de l'Assemblée provinciale de 1787.

### Député
Le 8 avril 1789,, il est élu député du tiers état de la ville de Strasbourg aux États généraux,,,, avec 97 voix sur 126 votants. Il est le second député du tiers état de Strasbourg élu, après Jean de Turckheim. Son élection permet d'élire un catholique après un protestant, conformément au vœu de la municipalité de Strasbourg.
À l'Assemblée nationale constituante, il est partisan des réformes, prête le serment du Jeu de paume et fait partie du comité des Finances. Le 3 juillet 1790, il est élu membre de l'administration du département du Bas-Rhin mais cette élection est annulée. Le 30 octobre 1790, il s'oppose à l'abandon des poursuites contre François-Joseph Westermann, accusé d'être un des auteurs des émeutes de l'été 1790 à Haguenau,.

### Juge à la Cour de Cassation
Après la fin de la session de l'Assemblée nationale constituante, il est juge à la cour de cassation. Suspendu sous la Terreur, il est réintégré sous le Directoire. Rallié au Consulat, il devient conseiller de préfecture le 1er germinal an VIII (22 mars 1800).
Il devient membre de la Légion d'honneur le 25 prairial an XII (14 juin 1804) et est fait chevalier de l'empire le 10 septembre 1808. À partir de la réorganisation de la Cour de cassation, il y porte le titre de conseiller et conserve cette fonction jusqu'à sa mort. 
Il meurt le 5 juin 1820 à Saint-Maur-des-Fossés,.

### Mariage
Étienne François Joseph Schwendt épouse Marie Caroline Victoire Grau, fille de Philippe Grau, avocat au Conseil souverain d’Alsace.

## Titre de noblesse
Chevalier de l'empire le 10 septembre 1808.

## Décoration
Chevalier de la Légion d'honneur le 14 juin 1804,.